# Alexander Huemer
Pour les articles homonymes, voir Huemer.
 (janvier 2022).
Alexander Huemer (né en 1972 à Kirchdorf an der Krems) est un peintre autrichien.

## Biographie
Huemer termine son apprentissage de paysagiste à Vienne et commence en 1988 à s'intéresser de manière intensive à la peinture et au graphisme. En 1994, il rencontre Sepp Rems, qui l'initie à la sculpture. Il participe à des expositions dans la région et à des colloques, ainsi qu'à des journées de peinture et de sculpture. En 1999, s'inscrit à l'Innviertler Künstlergilde et à l'association professionnelle des artistes visuels autrichiens.
En 1999, un incendie détruit son atelier et la plupart de ses travaux. De 2003 à 2007, il étudie les stratégies spatiales et de design à l'université de design artistique et industriel de Linz.
L'artiste vit et travaille à Eggelsberg.

## Source de la traduction
- (de) Cet article est partiellement ou en totalité issu de l’article de Wikipédia en allemand intitulé « Alexander Huemer » (voir la liste des auteurs).